# Макуна (язык)
Макуна (Baigana, Buhagana, Emoa, Ide, Jepa-Matsi, Macuna, Macuna-Erulia, Makuna, Paneroa, Roea, Suroa, Tabotiro Jejea, Umua, Wuhána, Yeba, Yebamasã, Yehpá Majsá, Yepá-Mahsá, Yepá Maxsã) — туканский язык, на котором говорит народ макуна, который проживает на притоках рек Апапорис и Мирити-Парана (ниже Пирити-Парана) департамента Ваупес в Колумбии, а также на реке Чье штата Амазонас в Бразилии.